# Scincella rara
Scincella rara är en ödleart som beskrevs av  Ilya Sergeevich Darevsky och ORLOV 1997. Scincella rara ingår i släktet Scincella och familjen skinkar. Inga underarter finns listade i Catalogue of Life.
Arten är endast känd från en liten region i centrala Vietnam. Den hittades vid 750 meter över havet. Landskapet är regnskog och individerna klättrar troligtvis i träd.
Beståndet hotas av skogsröjningar. Populationens storlek är okänd. IUCN listar arten med kunskapsbrist (DD).